# البطارية النووية الضوئية

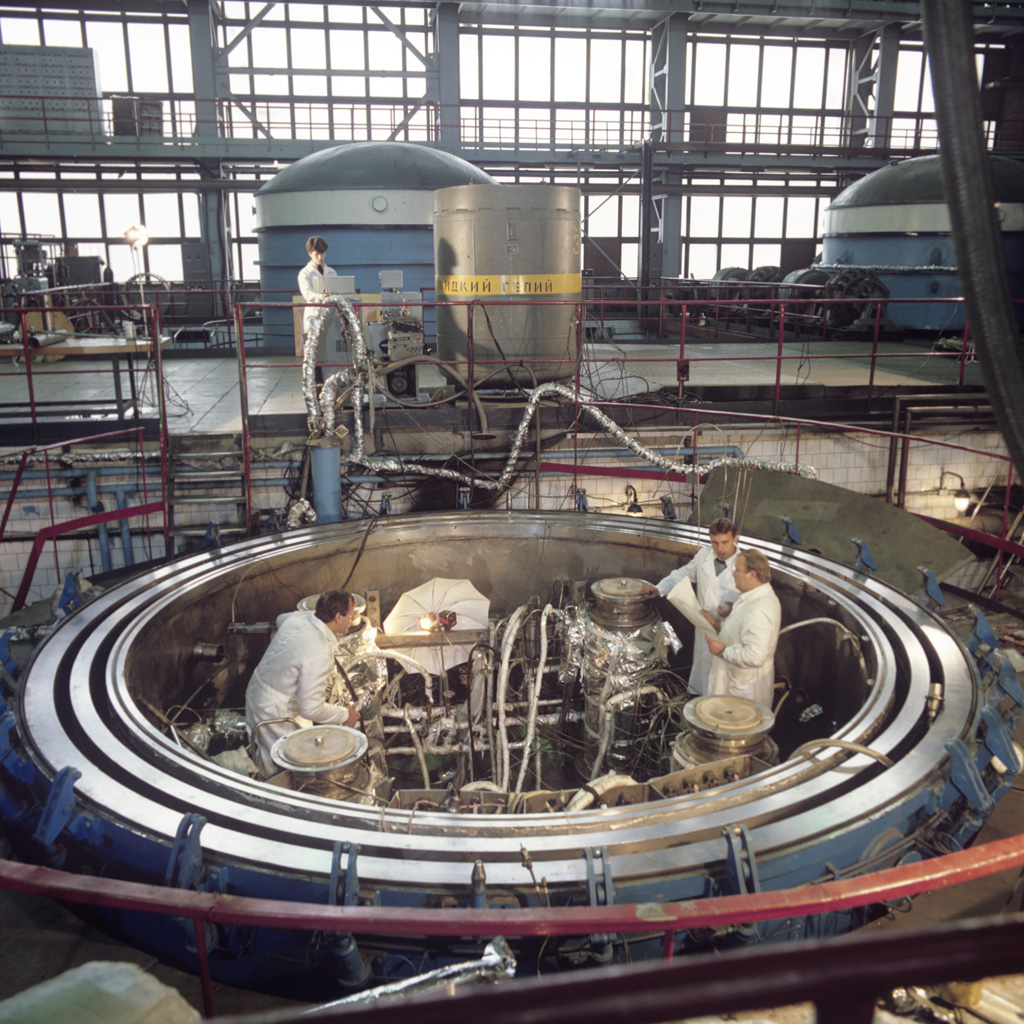

البطارية النووية الضوئية هو جهاز يحول الطاقة النووية إلى ضوء ثم يستخدم لتوليد الطاقة الكهربائية مثل التكنيتيوم - 99 أو السترونتيوم - 90 في جزيئات غازية سائلة تحتوي على غاز من الإنارة من النوع المثير وتشكل «رماد البلازما».

## نبذة
تسمح البطارية النووية الضوئية بإصدار إلكترون بيتا بلا خسارة تقريبا من جزيئات الغبار المنبعثة و تثير الإلكترونات بعد ذلك الغازات التي يتم تحديد خط المثير الخاص بها لتحويل النشاط الإشعاعي إلى طبقة ضوئية محيطة بحيث يمكن تحقيق بطارية خفيفة الوزن ومنخفضة الضغط وعالية الكفاءة.
هذه النويدات هي نفايات مشعة منخفضة التكلفة نسبيا من مفاعلات الطاقة النووية حيث يكون قطر جزيئات الغبار صغير جدا (عدد قليل من الميكرومترات) بحيث تترك الإلكترونات من تحلل بيتا جزيئات الغبار تقريبا دون خسارة.
تتكون البلازما المتأينة الضعيفة من الغازات أو مخاليط الغاز (مثل الكريبتون والأرجون وزينون) مع خطوط المثير مثل تحويل كمية كبيرة من طاقة إلكترونات بيتا إلى هذا الضوء.
تحتوي الجدران المحيطة على طبقات ضوئية ذات مناطق ممنوعة واسعة مثل الماس الذي يحول الطاقة الضوئية الناتجة من الإشعاع إلى طاقة كهربائية.

## التطوير
تم تطوير هذه التكنولوجيا من قبل الباحثين في معهد كورتشاتوف في موسكو.